# Президентские выборы в Гватемале (1944)
Президентские выборы в Гватемале прошли 17—19 декабря 1944 года. В результате победу одержал Хуан Хосе Аревало, получивший 86,25 % голосов.

## Предвыборная обстановка
После победы Хорхе Убико на безальтенативных выборах 1931 года в 1941 году его президентство было продлено Конституционной ассамблеей до 1949 года. Однако в ходе революции он был свергнут в 1944 году. 

## Результаты
| Кандидат                           | Партия                                        | Голоса  | %     |
| ---------------------------------- | --------------------------------------------- | ------- | ----- |
| Хуан Хосе Аревало                  | Объединённый фронт аревалистских партий       | 255 660 | 86,25 |
| Адриан Ресинос                     | Народный фронт освобождения                   | 20 949  | 7,07  |
| Мануэль Мария Эррера               | Рабочая республиканско-демократическая партия | 11 062  | 3,73  |
| Гильермо Флорес Авенданьо          | Социал-демократическая партия                 | 8 230   | 2,78  |
| Теофило Диас Медрано               | Демократическая конституционалистская партия  | 342     | 0,12  |
| Бернардо Альварадо Телло           | Народный фронт освобождения                   | 115     | 0,04  |
| Овидио Пивараль                    | Демократическая партия                        | 22      | 0,01  |
| Франсиско Хавье Арана              | Народное освобождение                         | 12      | 0,001 |
| Клементе Маррокен Рохас            | Партия национального согласия                 | 5       | 0,001 |
| Хосе Грегорио Диас                 | Националистическая партия действия            | 5       | 0,001 |
| Луис Кардоса-и-Арагон              |                                               | 3       | 0,001 |
| Хосе Мигель Идигорас Фуэнтес       |                                               | 2       | 0,001 |
| Умберто Роблес                     |                                               | 2       | 0,001 |
| Хорхе Торьельо Гарридо             | Civic Union                                   | 2       | 0,001 |
| Хулио Бьянчи                       | Центральноамериканская партия                 | 1       | 0,001 |
| Мануэль Галич                      | Народный фронт освобождения                   | 1       | 0,001 |
| Эвгенио Сильва Пенья               | Социал-демократическая партия                 | 1       | 0,001 |
| Недействительных/пустых бюллетеней | Недействительных/пустых бюллетеней            | 6 042   | -     |
| Всего                              | Всего                                         | 302 456 | 100   |